# Servei d'Ajuda Civil
El Servei d'Ajuda Civil (SAC) (en anglès: Civil Aid Service) (en cantonès: 民眾安全服務隊) és una organització de defensa civil de la regió administrativa especial de Hong Kong que ajuda al govern de la ciutat autònoma duent a terme una varietat de funcions auxiliars d'emergència i de protecció civil, incloent les operacions de Recerca i rescat en l'Illa d'Hong Kong, a Kowloon i en els Nous Territoris:

## Missions
La seva principal missió és proporcionar suport a les forces regulars d'emergència del govern xinès en les activitats contra desastres, cerca i rescat a les muntanyes, rescat en cas d'inundacions, prevenció i protecció contra incendis en el camp. La prestació de serveis de control i gestió de multituds són les principals funcions del SAC. El patrullatge dels parcs, dels camps i les rutes de senderisme. Ajudar a les persones que necessiten ajuda. La posada a punt d'actuacions per augmentar l'atenció pública en les principals campanyes o activitats organitzades pels departaments governamentals i les organitzacions no governamentals, realitzant diverses activitats de capacitació i oferint serveis professionals de seguretat i de rescat a la muntanya, conjuntament amb els diferents departaments governamentals i les organitzacions no governamentals. El Servei d'Ajuda Civil, està patrocinat pel Govern d'Hong Kong i els seus membres vesteixen uniformes de color blau marí.

## Formació
El CAS es va formar en 1952 durant l'època del govern colonial britànic a Hong Kong. El model del SAC, van ser les agències d'Ajuda Civil existents en aquella època en el Regne Unit. Una secció juvenil, el Cos de Cadets del Servei d'Ajuda Civil, compta amb 3.232 voluntaris i la força regular del SAC té 3.634 voluntaris. El Servei d'Ajuda Civil, es va crear durant el període del govern colonial britànic. En el Regne Unit també hi ha una organització de voluntaris similar.

## Organització
El CAS és dirigit pel Cap de l'Estat Major del Departament d'Assistència Civil (també anomenat Comissari Adjunt).

### Antics Comissaris
El Dr. Norman Leung i l'Honorable Charles Edward Michael Terry (Comissari Fundador del Cos).

## Instal·lacions
- Centre d'entrenament de Hong Kong - Causeway Bay.
- Campament de Tai Tan - Sai Kung.
- Yuen Tun Camp - Sham Tseng.

## Vehicles
Els vehicles del SAC són gestionats per una empresa de transport. Hi ha diversos tipus de vehicles de servei que es dediquen a diferents usos, incloent entre ells:
- Motocicletes.
- Unitats de comandament mòbil - Equipades amb microbusos "Toyota Coaster"
- Vehicles de rescat de muntanya.
- Vehicles d'il·luminació d'emergència.
- Menjadors mòbils.
- Vehicles de rescat.
- Autobusos - marca "Mistubishi"
- Furgonetes, etc.

## Equip de cerca i rescat
La Companyia de recerca i rescat en la Muntanya (en cantonès: 民 安 隊 山嶺 搜救 中隊) està formada per dos equips de recerca i rescat especialitzats, que operen en terrenys de muntanya d'Hong Kong (principalment en els Nous Territoris). L'equip de rescat està format per membres auxiliars del SAC. La unitat de rescat es va formar en 1967 i compta amb 246 membres. L'equip de rescat treballa amb els serveis de bombers d'Hong Kong i el servei de vol del govern (que ofereix suport aeri) quan la unitat es desplega en cas d'incidents.